# 李晟允
李晟允（朝鮮語: 이성윤、イ・ソンユン）は韓国と東アジアの研究者であり、北朝鮮の専門家である。彼は金九韓国財団の韓国学の教授であり、タフツ大学フレッチャー法律外交大学院の助教授でもある。彼は以前ハーバード大学韓国研究所の研究助手であり、国立アジア研究プログラムの研究員であった。 
李は米国政府に助言を与え、北東アジアの平和と安定を維持しつつ、非核化と人権の改善の道に向けて北朝鮮政権を変えることを目的としたいくつかの政策の率直な支持者である。彼は、この目的は、リーダーシップと安全保障機構を弱体化させることを目的とした揺るぎない経済制裁を通じて北朝鮮政府を厳しく扱うことと、北朝鮮の国民に対する情報キャンペーンを通じて、人道援助、そして人権の世界的なキャンペーンについての外界からの孤立を断ち切ることの2つの戦略で達成できると主張している。
李は、北東アジアにおける米国とその軍事的プレゼンスは、この地域に数十年の安定と繁栄をもたらし、朝鮮半島への駐留の継続を支持していると述べた。彼はまた、米国と中国の積極的な支援を受けて、南の指導の下で朝鮮が最終的に統一し、その結果、両方の勢力が友好的な統一国家となることを推奨する。

## 教育
李はフロリダ州サラソタのニューカレッジでアメリカとイギリスの文学を専攻し、1991年に卒業した。彼はフレッチャースクールで大学院を卒業し、1994年に文学修士号を取得し、1998年に博士号を取得した 。 ジョン・カーティス・ペリーが彼の指導教官になり、生涯にわたるメンターとメンティーの関係を築いた。彼は論文「李承晩の韓国における神聖な権利と抵抗する権利のアンチノミー：天命、デイグラティア、ヴォックスポプリ」で、大韓民国初期の儒教と民主主義の相互作用を分析した。 

## キャリア

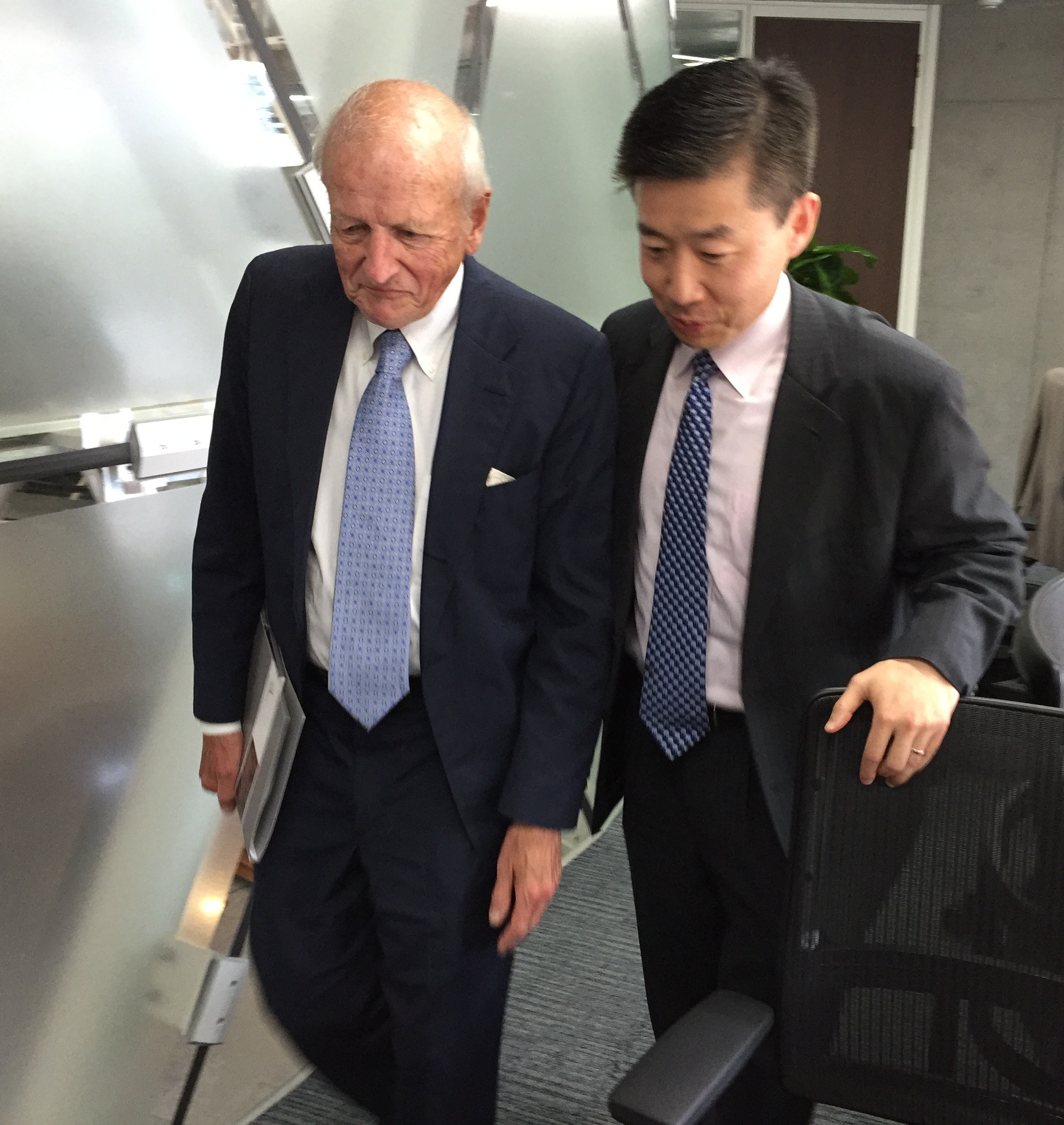
ジョン・カーティス・ペリーと李晟允。ペリーは李の指導教官であり、その後フレッチャースクールの同僚となり、生涯にわたる友情とメンターシップの関係を築いた。この写真は、2015年に韓国ソウルにある峨山政策研究所を学術代表団の一員として訪問したときのものである。

李は、まず、1998年から2005年まで、国際政治の非常勤助教授としてフレッチャースクールの学部に加わった。同時に、彼は2000年から2005年までタフツ大学の客員助教授でもあった。2005年から2006年の間、彼はハーバード大学韓国研究所の金九研究員であった。 2007年に彼はフレッチャースクールに復帰し、2012年に新しく作成された韓国学の韓国財団助教授である金九ポストの最初の着任者になった 。 
李は1945年から現在までの米国と東アジアの国際関係、米国と東アジア、朝鮮半島の政治：外国と韓国間の関係、そして北朝鮮の国家と社会を教えている。  
李はまた、2000年にボウドイン大学でアジア研究の助教授を務め 、2007年に西江大学校で韓国学の客員教授を務め、2012年から2016年までソウル大学校に勤めた。
李は、1999年から2013年まで、ハーバード大学韓国研究所の研究員であった。そこで彼は、2005年に新しいセミナーシリーズ「米韓関係に関する金九フォーラム」を立ち上げた。彼は、国立アジア研究局とウッドローウィルソン国際学者センターによる共同イニシアチブである国立アジア研究プログラムの元研究員である。 
李は、講演者、モデレーター、通訳として数多くの会議に出席してきた。 彼はまた、ラジオ、テレビ、印刷物で韓国問題について頻繁にコメンテーターを務めている。彼はまた、米国議会の公聴会で北朝鮮の政策問題について専門家として証言した。       
李は、2013年以来、米国の北朝鮮制裁法の議論に積極的な役割を果たし、議会の公聴会に参加し、米国下院外交委員会と上院外交委員会に助言し、米国の主要メディアで強力な主張をしている 。これらの活動は、2016年に成立した、北朝鮮による核弾頭と長距離ミサイル開発を弱体化させ、平壌の党エリート、治安部隊、および軍隊への（忠誠心を維持するための）支払い能力を制限するために主に国へのキャッシュフローを制限することを目的とした前例のない厳しい制裁法案の作成に貢献した。  
李は、2018年に検察側の専門家証人としてワシントンDCでのワームビア対北朝鮮の裁判に参加した。この裁判で裁判官は、オットー・ワームビアの拷問、拉致、超法規的殺害について、北朝鮮を非とする判決を下した。

## 北朝鮮に関する政策見解
李は、北朝鮮国民を巻き込みながら、北朝鮮政府を厳しく扱う戦略を提唱している。これには、エリートを対象とした経済的圧力、特に拡散、密輸、偽造、マネーロンダリングなどの違法行為に依存する宮廷経済を対象とした経済的圧力が含まれる 。それはまた、意図された受取人に届くという条件で、実質的な人道援助を利用すること、外の世界から北朝鮮にもっと多くの情報を広める努力を増やすこと、亡命を促進すること、そして人権の世界的なキャンペーンを推進することを意味する。   
李は、北朝鮮に非核化と人権に関する真の交渉を強いる唯一の非軍事的方法は、持続的な経済的圧力および、核計画、忠実な支配階級、そして従順な社会という「金王朝の自己保存の手段を破壊する」という宣伝的圧力をかけることであると強調した。つまり、一方ではより多くの外部情報を北に押し込み、その社会が政権に反対することができるようにすることによって、そして他方では、軍事および支配装置を支えるために使用される現金を制限する経済制裁を行使することによって、政権は崩壊寸前のポイントまで弱体化し、金一族の実際的な退場を含む、移行を交渉することを強制するだろう。     
李は、頻繁に、政策立案者に対し短期的な譲歩的外交に「陥ら」ないで、長期的に揺るぎなく圧力をかける戦略を促している。李は、北朝鮮が周期的にしめす好戦的な態度を止めることと引き換えに譲歩を控えることが、将来の挑発を阻止するための最も効果的な方法であると主張している。     

### 非核化と政権交代の達成

#### 金融および貿易制裁
李は、「（北朝鮮の核とミサイルの開発を）未然に防ぐ唯一の非軍事的手段は、米国が北朝鮮政権とその協力者に対して米国と国連の両方の制裁を執行することであり、中国は今も主要な協力者である」と強調している。  
制裁は主に（一部がそうであるように）国連安全保障理事会によって課されるべきであり、したがってそれらを国際社会全体に拘束力を持たせる必要がある。しかし、これらは「北京による裏口を通じた大規模な物質的支援のおかげで、これまでのところ平壌の経済にほとんど損害を与えなかった。」さらに、北京は「外交的両手利きの不誠実なパターンを示した。中国は、国連安保理決議に署名するなどのトークンジェスチャーを行ったが、それらを完全に施行することはしなかった」
制裁措置は、政権が核とミサイルの開発を進めるとともに支配階級と安全保障装置を忠実に保つために必要な外部からの現金の流入を減らす手段である。これらの制裁が強力になり、時間内に持続した場合、体制が大幅に弱体化し、崩壊に近づくことになる。「破産とその結果としての不安定化」 と「反乱または体制崩壊の見物人」韓国と米国は強力な立場から体制の平和的移行を交渉することができ、それには、真の非核化と人権の改善、そして実際的な「金王朝からの脱却」が含まれるだろう。  
李は、北朝鮮の政権が外貨としてドルに深く依存しており、米国はドルベースの国際金融システムとその支配を利用する独自の立場にあって、その経済により効果的に制裁を課して強制できる可能性があり、レバレッジの重要なポイントは米国主導の金融制裁であると結論付けた。全体として、リーは次のことを推奨している：
- 北朝鮮の国際貿易と金融の流れに対する直接制裁。[u][w]
  - 武器、高級品、および体制への現金または物的支援の重要な源であるその他の商品またはサービスの取引をブロックする。[x][v]
  - ヨーロッパと中国の銀行に数十億ドルを持っていると見られている金正恩または彼のトップ代理人の資産を凍結する。[y]
- 二次制裁：北朝鮮のパートナーに制裁を課し、「したがって、強力な経済的阻害要因を提示する：北朝鮮との取引を継続し、米国の金融システムから遮断されるか、北朝鮮とのすべての取引を停止し、米国の金融システムへのアクセスを継続するかを選択する」[z][aa]
- 北朝鮮の核およびミサイル計画を支援するすべての外国企業、金融機関、および政府を公に特定し、制裁する。[x][ab][w]
  - これには、「無意識のうちに、あるいはそうでなければ、北朝鮮のためにマネーロンダリングを行い、北朝鮮の実体に代わってドル取引を促進する中国の銀行に多額の罰金を課す」[s][g][x]ことが決定的に含まれる。

制裁の強さと期間に関する基準点として、李は、直接制裁と二次制裁の組み合わせがイランを交渉のテーブルに戻すのに数年かかったと述べている。さらに、一般的に信じられていることと違って、北朝鮮に対する制裁は「最大限に活用」されていない。むしろ、2016年に米国によって課された制裁まで、北朝鮮に対する米国の制裁は、イラン、シリア、またはビルマ、ベラルーシ、ジンバブエに適用された制裁よりもはるかに弱かった。2016年の米国の制裁措置により、北朝鮮に対する執行は「通常の」レベルになった。 

#### 譲歩的な外交の回避
李は、北朝鮮政権は緊張の高まりとそれに続く対話と脱エスカレーションへの序曲のサイクルが確立されていると主張している。いつも途中で北に自分の制裁を軟化しても、資金や援助を送ることに和平交渉を再開するために熱望している後者の餌の対応は、 ちょうど北がすべての契約に違反することに見られ、 サイクルを再開します。 このようにして、北朝鮮はすべてのサイクルで有益な譲歩を引き出した。さらに、北朝鮮が核計画の放棄を交渉するという考えは、体制が崩壊に近づかない限り、幻想に過ぎない。       

#### 情報キャンペーン
李は、「より大きな力と規模で適用されると、プロパガンダは力よりも強力な抑止力になる可能性がある。北朝鮮は、情報戦で非対称的に対応するソウルの先例を当然のことながら恐れている。（中略）ソウルとワシントンが北朝鮮へのラジオ放送やその他の情報運用のための資金を大幅に増やすことを考えてほしい。オーウェルの世界では、＜戦争は平和であり、自由は奴隷であり、無知は強さである。＞北朝鮮のシュールな世界では、韓国の事実上の平和の過去62年間の戦争で、状態に極端な奴隷の生活は自由であり、国力は外の世界の無知な人々を保つことによって維持される。」と書いている。したがって、「北朝鮮の人々に情報を提供し、教育することは正しいことである」 だけでなく、「彼の人々の目でキムの支配を非合法化するそして「平壌に対して大きな影響力」を産み出す。  

### 米国：地域の安定への継続的な取り組み
李は、「米国は常に、経済制裁、違法行為や武器の拡散を防ぐための措置、燃料油の供給と無条件の援助の凍結、国連決議は言うまでもなく、世界の他の文明国と協力した国際メディア人権キャンペーンなどのさまざまな有用な手段を外交ツールボックスに入れてきた。」と主張し、米国による継続的な取り組みを支持している。  
李はまた、米国に「ソウルの指揮の下で統一された韓国、自由で平和な資本主義、親米、親中国となる新しい政治に向けて共同で準備するために北京と静かな協議を行う」ことを提案した。  
李は、体制に大きな変化がない限り、米国と北朝鮮の間で平和条約を締結することに反対している（北朝鮮が頻繁に要求している）。 彼は、「北朝鮮は平和を求めているのではなく、朝鮮半島の軍事力のバランスの変化を求めている」と述べ、「真の平和は決意と犠牲によって勝ち取られるが、一時的な平和は母音と子音だけで作られることがよくあります。」と述べている。リーは、韓国での米軍のプレゼンスは、より広い地域で数十年の地政学的安定をもたらし、平和条約の最終的な署名に関係なく、半島に留まるべきであると主張している。 

### 韓国：強さと実用主義による和解
李は、韓国の主導権を強化し、難民の第三国定住プログラムを強化し、人権のための世界的なキャンペーンを推進することを提唱している。   李首相はまた、北朝鮮の挑発と瀬戸際政策の試みに直面したときに、「ストア派と原則的な無関心の断固たる混合」 を行使するという韓国の政策を支持している。
李は、1998年から2008年にかけて行われた太陽政策を強く批判し、それを失敗した政策と呼んだ。 彼は、北朝鮮の政権は無作法によって和らげられることはなく、さらに、そのような譲歩は政権を支持し、人々の抑圧を長引かせると述べた。
和解は力のある立場から求められるべきです。韓国は、「この地域の平和は、韓国の防衛に対する米国側のコミットメントによって過去50年間維持されてきた」ことを認識し、実用的であり続けるべきである。 李はまた、南部によるミサイル防衛能力の向上を提唱している。
李は、韓国の歴史に向けた新しい韓国の世代の「記憶喪失または無関心」について「持続的な教育と追悼の公共儀式を通じて反転させることができ、」「 ので、レッスンの」ことをそのような悲劇が繰り返されるのを防ぐだけでなく、私たちの自由を可能にした人々を一国として尊敬し、自由は決して自由ではないことを覚えておくために、最もトラウマ的な過去を学び、継続的に再学習する必要があります。」と述べている。 

### 北朝鮮の評価

#### 体制と人権
李は、北朝鮮の政権を「ユニークにユニークな」 として、世界で唯一の共産主義の世襲王朝であると特徴づけている。飢饉に見舞われた唯一の文芸的、工業化、都市化された平時経済。 最もカルト的な全体主義システム。最も秘密主義の孤立した国。人口と国民所得に比例した人的資源と国防費の面で最大の軍隊。 リーはまた、マネーロンダリング、世界最大の刑務所と奴隷労働キャンプを持つことによる人間の奴隷化、核の恐喝などの活動のために、この体制を犯罪企業と呼んでいる。
李はさらに、北朝鮮が最も体系的な人権侵害者であり、国際刑事裁判所のローマ規定第7条に明記されている人道に対する罪の10件のうち9件を犯したと主張している。

#### 核の追求と非核化の話し合い
政権の核追求の論理について語り、「北朝鮮の核は中国やロシアの核とは異なる。冷戦の間、北京もモスクワも、中国またはロシアの代替国家という形での実存的脅威に直面していなかった。一方、平壌は、南の国境を越えてはるかに繁栄し、合法的な韓国の国家と共存する必要があった。」 北朝鮮による核能力は、南部を擁護するという米国のコミットメントと、「ソウルに対する支配を孤立させ行使する交渉不可能な手段」を弱体化させ、金政権の長期的な存続を確保するための鍵となるだろう。
したがって、李は、北朝鮮による非核化交渉を「核ブラックメール」  と繰り返し呼び、金政権が六者会合を含む外交交渉を「経済的および政治的援助を受けるための無駄に永続的な多国間フォーラム」として扱っており、「北朝鮮政権の変化がなければ、核交渉のさらなる適合はすべて演習に過ぎない」と信じている。    

#### 崩壊後の計画
李は、北朝鮮が崩壊した場合、「北朝鮮の権力の真空は、韓国と米国の軍隊の即時派遣を必要とするだろう。次は他の地域大国、つまり北部地域を確保する中国の平和維持軍、続いて韓国の海岸線に沿って人と物資を輸送する日本の海上自衛隊が来るだろう。短期的には、38度線の北にある複数政党制の国際的存在が国連の名目上の旗の下で秩序を強化し、援助を提供するだろう。」と予想している。  
李は、また、アメリカ-韓国の「北朝鮮の大量破壊兵器の備蓄の確保、公共の安全の維持、国境の管理、避難民の北朝鮮への人道援助の提供などの緊急対応措置」や、第二次世界大戦後の日本の復興に対するものと同様の長期的な開発を支持している。  

## 出版物

### 書籍
- Lee, Sung-Yoon (2022). The Sister: The extraordinary story of Kim Yo Jong, the most powerful woman in North Korea. Macmillan. ISBN 9781529073539

### 記事
- Lee, Sung-Yoon (2018). “Forgotten Borders: Japan's Maritime Operations in the Korean War and Implication for North Korea”. In Gresh. Eurasia's Maritime Rise and Global Security: From the Indian Ocean to Pacific Asia and the Arctic. Palgrave Macmillan. ISBN 978-3319718057
- Lee, Sung-Yoon; Stanton, Joshua; Klingner, Bruce (2017). “Getting Tough on North Korea: How to Hit Pyongyang Where It Hurts.”. Foreign Affairs 96 (65).
- Lee, Sung-Yoon (January 18, 2017). “How Trump Can Get Tough on North Korea - Making Kim Pay for Belligerence”. Foreign Affairs.
- Lee, Sung-Yoon; Stanton, Joshua (2015). “North Korea's Next Dare – What Is Coming—and What to Do About It”. Foreign Affairs.
- Lee, Sung-Yoon (2013). “North Korean Exceptionalism and South Korean Conventionalism: Prospects for a Reverse Formulation?”. Asia Policy 15 (1):  62–68. doi:10.1353/asp.2013.0008.
- Lee, Sung-Yoon (August 26, 2010). “The Pyongyang Playbook”. Foreign Affairs.
- Lee, Sung-Yoon (2010). “Engaging North Korea: The Clouded Legacy of South Korea's Sunshine Policy”. AEI Outlook Series (American Enterprise Institute).
- Lee, Sung-Yoon (2007). “The United States Should Make North Korean Human Rights a Priority”. In Gerdes, Louise. Opposing Viewpoints: 'North Korea and South Korea. Farmington Hills, MI, USA: Greenhaven Press. ISBN 978-0737737653
- Lee, Sung-Yoon (2006). “'The Folly of Fabled Sentimentality: South Korea's Unorthodox Courtship of North Korea”. The Woodrow Wilson International Center for Scholars Special Report (134).
- Lee, Sung-Yoon (2005). “Dependence and Defiance: Historical Dilemmas in U.S.-Korea Relations”. Korea Policy Review.
- Lee, Sung-Yoon (2005). “The mythical nuclear kingdom of North Korea”. The Fletcher Forum of World Affairs 29 (2).
- Lee, Sung-Yoon (2003). “Nuclear Diplomacy vis-à-vis the DPRK: A Dead-End Street”. The Fletcher Forum of World Affairs 27 (2).

### 小論文
- “Kim Jong Un’s decade in power: Starvation, repression and brutal rule – just like his father and grandfather”. The Conversation. (2021年12月17日)

- “North Korea’s latest missile provocation isn’t surprising at all – it was entirely predictable – It follows a well-worn playbook for North Korea.”. Big Think. (2021年9月27日)
- “Seoul Cracks Down on Dissent Against North Korea”. Wall Street Journal. (2020年9月9日) (co-authored with Joshua Stanton)
- “Why Did Kim Jong-un’s Sister Become the Face of North Korea? - He’s fierce. She’s fiercer. Or so goes their game.”. The New York Times. (2020年6月26日)
- “The Korean War: The origin of Pyongyang's state lies”. The Hill. (2020年6月25日)
- “Kim Yo Jong: The girl who would be Kim IV”. The Hill. (2020年4月27日)
- “Kim Jong-un's Resolute New Year's Declamation”. The National Interest. (2020年1月6日)
- “Meet Kim Jong Un, 'King of Korea' — antithesis of Hamlet, Prince of Denmark”. The Hill. (2019年12月19日)
- “Kim Jong-un Shot a Rocket? He Wants to Talk - President Trump should deny him the privilege.”. The New York Times. (2019年5月4日)
- “Kim Jong Un, North Korea's dutiful son, restores Russia's role as defender”. The Hill. (2019年4月28日)
- “Free Joseon is a North Korean resistance movement, not a criminal enterprise”. Los Angeles Times. (2019年4月25日)
- “How Trump and the US fell for Kim Jong-un's deadly deception”. South China Morning Post. (2019年3月1日)
- “Trump checks Kim Jong Un's Hanoi peace ploy--for now”. The Hill. (2019年2月28日)
- “North Korea and America's Second Summit: Here's What Sung-Yoon Lee Thinks Will Happen - "The train of events that Donald Trump has unwittingly unleashed is the nuclear proliferation of Northeast Asia."”. The National Interest. (2019年2月6日)
- “Can US-South Korea alliance survive tensions among Trump, Kim and Moon?”. The Hill. (2019年1月29日)
- “Pyongyang's portentous New Year's resolution”. The Hill. (2019年1月2日)
- “Welcome to the Showdown over South Korea's Seoul”. The National Interest. (2018年11月5日)
- “Moon Over Pyongyang, Peddles Peace”. The Hill. (2018年9月23日)
- “A Korean Day to Remember--for America”. The Hill. (2018年8月15日)
- “Make Kim Jong Un Pay this 'Victory Day'”. The Hill. (2018年7月26日)
- “Bankrupt and shame Kim Jong Un for his Singapore con job”. The Hill. (2018年6月27日)
- “Another Page in the Pyongyang Playbook”. Centre for International Governance Innovation. (2018年6月15日)
- “The Singapore Sling: Summit Risks Sanctions Fizzle”. The Hill. (2018年6月11日)
- “Trump must stick to his snub of Kim Jong Un”. The Hill. (2018年5月26日)
- “Meet Kim Jong Un, the Korean G.O.A.T.”. The Hill. (2018年5月16日)
- “A Korean comedy of errors”. The Hill. (2018年4月27日)
- “Kim Jong Un's weaponization of weirdness”. The Hill. (2018年4月2日)
- “Kim Jong Un's killer Trump trap”. The Hill. (2018年3月12日)
- “Pyongyang's provocative propagandists”. The Hill. (2018年2月27日)
- “Kim Jong Un: The greatest showman”. The Hill. (2018年2月6日)
- “Sex and the City: The 'Pyongyang Games'”. The Hill. (2018年1月23日)
- “Dear America: Don't fall for Pyongyang's predictable, poisonous ploy”. The Hill. (2018年1月4日)
- “Why won't the U.S. use its full sanction power against North Korea?”. Los Angeles Times. (2017年9月8日)
- “The Way to Make North Korea Back Down”. The New York Times. (2017年9月6日)
- “Why Do We Appease North Korea?”. The New York Times. (2017年5月17日)
- “Beef Up Sanctions on North Korea”. The Wall Street Journal. (2016年1月4日) (co-authored with Joshua Stanton)
- “How to get serious with North Korea”. CNN. (2016年2月15日) (co-authored with Joshua Stanton)
- “Make Pyongyang Pay – Stop North Korea by hitting it where it hurts: its wallet”. Foreign Policy. (2016年2月10日) (co-authored with Joshua Stanton)
- “Shinzo Abe's Sorry Apology”. (2015年5月1日) (co-authored with Zach Przystup)
- “A North Korean Con Job”. The New York Times. (2014年) (co-authored with Joshua Stanton)
- “Luxury cars and cognac for...North Korea?”. CNN. (2014年) (co-authored with Joshua Stanton)
- “The danger of North Korea is no joke”. CNN. (2014年)  (co-authored with Joshua Stanton)
- “Pyongyang's Hunger Games”. The New York Times. (2014年) (co-authored with Joshua Stanton)
- “Financial sanctions could force reforms in North Korea” (co-authored with Joshua Stanton)
- “Financial sanctions could force reforms in North Korea”. Washington Post. (2014年) (co-authored with Joshua Stanton)
- “Abe's Profane Pilgrimage”. The New York Times. (2014年)
- “World must awaken to North Korea's camps of horror”. CNN. (2013年) (co-authored with Joshua Stanton)
- “South Korea's Chomskyite flunkeys”. Asia Times Online. (2013年).  オリジナルの2013年12月13日時点におけるアーカイブ。
- “Rodman just a toy for N. Korea's Kim”. CNN. (2013年)
- “North Korea is far from suicidal”. CNN. (2013年)
- “Seoul Mates?”. Foreign Policy. (2013年)
- “Hit Kim Jong Eun where it hurts: His wallet”. The Washington Post. (2013年) (co-authored with Joshua Stanton)
- “Don't engage Kim Jong Un — bankrupt him”. Foreign Policy. (2013年).  オリジナルの2014年11月22日時点におけるアーカイブ。 (co-authored with Joshua Stanton)
- “South Korea's New President Must Challenge the North”. The New York Times. (2012年)
- “Why North Korea's Rocket Mattered”. The New York Times. (2012年)
- “Pyongyang's Latest Ploy”. The Wall Street Journal. (2012年)
- “The Boy Who Would Be King: Can Kim III Last?”. National Bureau of Asia Research. (2011年)
- “Containing the Young Kim”. The Wall Street Journal. (2011年) (co-authored with Sue Terry)
- “North Korea's Carrot-and-Stick Policy”. Los Angeles Times. (2011年)
- “The winter of Kim Jong-il's discontent”. The Christian Science Monitor. (2011年)
- “An American Peace in Korea”. USA Today Magazine 139 (2790). (2011年3月)
- “Keeping the Peace: America in Korea 1950–2010”. Imprimis. (2010年)
- “Life After Kim: Preparing for a Post-Kim Jong Il Korea”. Foreign Policy. (2010年)
- “US misses history lessons on Korea”. Asia Times Online. (2010年).  オリジナルの2010年7月3日時点におけるアーカイブ。
- “Hitting the North”. Los Angeles Times. (2010年)
- “Life After Kim: Planning for a Post-Kim Jong Il Korea”. Foreign Policy. (2010年)
- “Ain't No Sunshine: The Failings of Kim Dae Jung”. Foreign Policy. (2009年)
- “Pyongyang Home Truths: Does Hillary Clinton understand the North Korean regime and how to deal with it?”. The Wall Street Journal Asia. (2009年)
- “A Korean Day of Infamy”. The Weekly Standard. (2006年)

### 専門家証人としての活動

#### 議会公聴会
- Testimony of Sung-Yoon Lee, Hearing on "North Korea’s Diplomatic Gambit: Will History Repeat Itself?" (PDF) (Report). United States House Foreign Affairs Subcommittee on Asia and the Pacific. 2018.
- Testimony of Sung-Yoon Lee, Hearing on "Pressuring North Korea: Evaluating Options" (PDF) (Report). United States House Foreign Affairs Subcommittee on Asia and the Pacific. 2017.
  - Full transcript of hearing "Pressuring North Korea: Evaluating Options" (PDF) (Report).
- Testimony of Sung-Yoon Lee, Hearing on "North Korea’s Criminal Activities: Financing the Regime" (PDF) (Report). United States House Committee on Foreign Affairs. 2013.
  - Full transcript of hearing "North Korea’s Criminal Activities: Financing the Regime" (PDF) (Report).

#### 司法
- ワームビア他対朝鮮民主主義人民共和国（コロンビア特別区地方裁判所、事件1：18-cv-00977）
  - MOTION for Default Judgment as to Defendant Democratic People's Republic of Korea, MOTION for Hearing if Necessary by CYNTHIA WARMBIER, FREDERICK WARMBIER(Hatch, Benjamin) -- Att: 8 Declaration of Sung-Yoon Lee (Report). 10 December 2018.
  - Minute Entry for proceedings held before Chief Judge Beryl A. Howell: Evidentiary Hearing held on 12/19/2018. Plaintiffs' Witnesses: 1) Fred Warmbier; 2) Gretta J. Warmbier; 3) Austin Warmbier; 4) Cynthia J. Warmbier; 5) David Hawk, Expert Witness; 6) Sung-Yoon Lee, Expert Witness. Court Reporter: Sara Wick. (tg) (Report). 19 December 2018.
- アメリカ合衆国v。クリストファーフィリップアーン（カリフォルニア中央地区の米国地方裁判所、事件2：19-cv-05397-FLA-JPR）（マドリッドの北朝鮮大使館事件に関連したスペイン事件への引き渡し）
  - United States v. Christopher Philip Ahn, case 2:19-cv-05397-FLA-JPR (Document 197-1) -- Supplemental Exhibit A -- Letter to the Court by expert witness Sung-Yoon Lee (Report). 18 May 2021.

## ノート
イ・ソンユンの北朝鮮に対する政策的見解は、以下の文献から引用されている。
1. 1 2 3 4 5 6 7 8 9 10  Daniel Blumenthal (2013年2月12日). “North Korea is a nuclear criminal enterprise”. Foreign Policy.  オリジナルの2013年2月28日時点におけるアーカイブ。 2013年2月13日閲覧。
2. 1 2  Amanpour, Christiane (2010年2月22日). “What is Happening Inside North Korea?”. CNN.  オリジナルの2013年6月1日時点におけるアーカイブ。 2013年6月25日閲覧。
3. 1 2  Samuelson, Tracey (2016年1月6日). “North Korea: isolated but staying afloat”. Marketplace.  オリジナルの2016年2月20日時点におけるアーカイブ。 2016年2月19日閲覧。
4. 1 2  Sung-Yoon Lee (2013年2月13日). “Hit Kim Jong Eun where it hurts: His wallet”. The Washington Post.  オリジナルの2013年2月21日時点におけるアーカイブ。 2013年2月25日閲覧。
5. ↑  Sung-Yoon Lee (2010年11月30日). “Hitting the North”. Los Angeles Times.  オリジナルの2014年1月16日時点におけるアーカイブ。 2013年2月27日閲覧。
6. 1 2 3 4 5  Lee, Sung-Yoon; Stanton, Joshua (2016年2月10日). “Make Pyongyang Pay – Stop North Korea by hitting it where it hurts: its wallet”. Foreign Policy.  オリジナルの2017年1月29日時点におけるアーカイブ。
7. 1 2 3 4 5 6  Lee, Sung-Yoon (2017年5月17日). “Why Do We Appease North Korea?”. The New York Times.  オリジナルの2018年1月5日時点におけるアーカイブ。 2018年2月2日閲覧。
8. 1 2 3 4 5 6 7  Pyon, Changsop (2015年8月26日). “Interview: Korean Accord to 'Increase the Illusion of a Reasonable North Korea”. Radio Free Asia.  オリジナルの2017年5月28日時点におけるアーカイブ。 2017年5月28日閲覧。
9. 1 2 3  Lee, Sung-Yoon; Stanton, Joshua (2016年1月15日). “How to get serious with North Korea”. CNN (USA).  オリジナルの2018年1月26日時点におけるアーカイブ。 2018年2月6日閲覧。
10. 1 2 3 4  Sung-Yoon Lee (2009年2月13日). “Pyongyang Home Truths: Does Hillary Clinton understand the North Korean regime and how to deal with it?”. Wall Street Journal Asia.  オリジナルの2009年4月25日時点におけるアーカイブ。 2013年2月26日閲覧。
11. 1 2 3  Penny Spiller (2006年12月15日). “Low hopes for North Korea talks”. BBC News.  オリジナルの2014年8月11日時点におけるアーカイブ。 2013年2月27日閲覧。
12. 1 2 3 4  Tom Evans (2010年2月22日). “U.N. official: North Korea should get food aid”. CNN.  オリジナルの2016年3月5日時点におけるアーカイブ。 2013年2月27日閲覧。
13. 1 2 3 4 5  Sung-Yoon Lee (2010年12月). “Keeping the Peace: America in Korea, 1950–2010”. Imprimis.  オリジナルの2013年4月24日時点におけるアーカイブ。 2013年3月1日閲覧。
14. ↑  Lee Kwang-ho; Tony Chang; Cinjeon Gauh; Han Hye-won; Bae Jin-hwa (January 2011). “Why Does Pyongyang Repeatedly Make Aggressive Provocations?”. Vantage Point (Seoul, South Korea: Yonhap News Agency) 36 (1):  25.  オリジナルのAugust 16, 2012時点におけるアーカイブ。 2013年6月13日閲覧。.
15. ↑  Choe Sang-Hun (2012年12月6日). “North Korea Gets Ready for Launching”. The New York Times.  オリジナルの2018年9月23日時点におけるアーカイブ。 2013年2月27日閲覧。
16. ↑  Kate Woodsome (2012年10月5日). “North Korean Media Urge 'Great War' Ahead of South Korean, US Elections”. Voice of America.  オリジナルの2013年4月5日時点におけるアーカイブ。 2013年2月27日閲覧。
17. 1 2  Tan, Huileng (2017年8月29日). “Crank up the sanctions and forget talking with North Korea, experts tell the US”. CNBC (USA).  オリジナルの2017年9月3日時点におけるアーカイブ。 2018年2月7日閲覧。
18. 1 2 3 4  Chandran, Nyshka (2017年8月14日). “The worse North Korea acts, the more cash aid it gets”. CNBC (USA).  オリジナルの2018年1月25日時点におけるアーカイブ。 2018年2月7日閲覧。
19. 1 2 3 4 5 6 7 8 9  Lee, Sung-Yoon (2017年9月6日). “The Way to Make North Korea Back Down”. The New York Times.  オリジナルの2017年12月1日時点におけるアーカイブ。 2018年2月1日閲覧。
20. 1 2  “North Korea Claims Successful Hydrogen Bomb Test, Draws Global Condemnation”. Radio Free Asia (Broadcasting Board of Governors (U.S. Government)). (2016年1月6日).  オリジナルの2016年3月17日時点におけるアーカイブ。 2018年2月2日閲覧。
21. 1 2  Borowiec, Steven; Hennigan, W.J. (2016年2月8日). “Punish or engage? No easy answer to North Korea's nuclear ambitions”. Los Angeles Times.  オリジナルの2017年5月20日時点におけるアーカイブ。 2018年2月1日閲覧。
22. 1 2 3 4 5  “Interview: China's 'Sanctions Non-enforcement Is Too Extensive to Be Mere Negligence'”. Radio Free Asia (Broadcasting Board of Governors (U.S. Government)). (2016年2月16日).  オリジナルの2017年7月2日時点におけるアーカイブ。 2018年2月1日閲覧. "contrary to the widespread perception that U.S. sanctions against North Korea are maxed out, they are relatively weak. Washington has frozen the assets of most of the top officials of the governments of Belarus and Zimbabwe for undermining democratic processes and institutions, but very few high-ranking North Korean officials overall, and none to date for political repression. The U.S. has designated government officials in Syria, Sudan, and Burundi for human rights abuses, but no North Korean officials. It has threatened and blocked the access of Iran and Burma to the financial system by declaring them to be Primary Money Laundering Concerns under the Patriot Act, but it has not applied this designation to North Korea, the world’s leading currency counterfeiter and money launderer. Even after North Korea’s terrorist threats against American civilians drove a film that parodied Kim Jong Un from theaters across the U.S. in late 2014, the Obama Administration did not return North Korea to the list of state sponsors of terrorism, a move that would have closed important loopholes in current U.S. sanctions. The new bill that’s now on President Obama’s desk addresses all these shortcomings and much more. It requires that the U.S. government make a good-faith effort to investigate and punish North Korean perpetrators of nuclear and other WMD proliferation, transfer of luxury goods, cyber crimes, censorship, and human rights violations and their third-country enablers pursuant to 'mandatory sanctions' provisions. In short, the new legislation reinforces U.S. sanctions against North Korea to the level of U.S. sanctions again Iran and several other countries; that is, to a 'normal' degree."
23. 1 2  Ghosh, Nirmal (2017年9月23日). “US order cranks up pressure but unlikely to rein in N. Korea”. The Straits Times (Singapore).  オリジナルの2017年9月24日時点におけるアーカイブ。 2018年2月7日閲覧。
24. 1 2 3  Klingner, Bruce (7 February 2017). Going Beyond ‘Strategic Patience:’ Time to Get North Korean Sanctions Right - Testimony before Asia Subcommittee of the Foreign Affairs Committee, United States House of Representatives - "The Shocking Truth about North Korean Tyranny" (PDF) (Report). United States House Foreign Affairs Subcommittee on Asia and the Pacific. p. 17. 2017年2月8日時点のオリジナルよりアーカイブ (PDF)。2018年2月1日閲覧。
25. ↑  Stanton, Joshua; Lee, Sung-Yoon (2016年1月5日). “Beef Up Sanctions on North Korea”. The Wall Street Journal:  p. A11.  オリジナルの2018年1月24日時点におけるアーカイブ。 2018年2月2日閲覧。
26. ↑  “Obama Signs New Sanctions Aimed at Stopping North Korea's Atomic Program”. Radio Free Asia (Broadcasting Board of Governors (U.S. Government)). (2016年2月19日).  オリジナルの2017年7月2日時点におけるアーカイブ。 2018年2月1日閲覧。
27. ↑  “Trump's North Korea Policy: Is It Different from Obama's?”. New Delhi Times (India). (2017年3月29日).  オリジナルの2017年3月29日時点におけるアーカイブ。 2018年2月1日閲覧。
28. ↑  Klinger, Bruce (2014年4月29日). “Time to Go Beyond Incremental North Korean Sanctions”. 38 North, U.S.-Korea Institute at Johns Hopkins University's Paul H. Nitze School of Advanced International Studies (USA).  オリジナルの2017年9月8日時点におけるアーカイブ。 2018年2月6日閲覧。
29. ↑  Terry, Sue Mi (7 February 2017). North Korea’s Perpetual Provocations: Another Dangerous, Escalatory Nuclear Test - Statement before the House Committee on Foreign Affairs (PDF) (Report). United States House Committee on Foreign Affairs. pp. 4–5. 2018年1月2日時点のオリジナルよりアーカイブ (PDF)。2018年2月1日閲覧。
30. ↑  Terry, Sue Mi (14 September 2016). North Korea’s Perpetual Provocations: Another Dangerous, Escalatory Nuclear Test - Statement before the House Committee on Foreign Affairs Subcommittee on Asia and the Pacific (PDF) (Report). United States House Foreign Affairs Subcommittee on Asia and the Pacific. p. 3. 2017年3月26日時点のオリジナルよりアーカイブ (PDF)。2018年2月1日閲覧。
31. ↑  Schifrin, Nick (2017年8月15日). “Does Kim Jong Un's latest statement signal he's open to diplomacy?”. Public Broadcasting Service (PBS) (USA).  オリジナルの2018年2月8日時点におけるアーカイブ。 2018年2月7日閲覧。
32. 1 2  Sung-Yoon Lee (2008年12月19日). “Obama to North Korea: Patience is a High Virtue, but Virtue Can Hurt You/Patience is North Korea's Virtue”. Boston: The Korean American Press.  オリジナルの2013年10月2日時点におけるアーカイブ。 2013年2月26日閲覧。
33. ↑  Ed Royce (5 March 2013). North Korea's Criminal Activities: Financing the Regime (PDF). Expert witnesses: ASHER, David L.; LEE, Sung-Yoon; DTRANI, Joseph R. (CIS Number: 2013-H381-20; Sudoc Number: Y4.F76/1:113-4; Serial No. 113-4 ed.). Washington DC: Committee on Foreign Affairs. House. 2014年8月18日時点のオリジナルよりアーカイブ (PDF)。2013年7月7日閲覧。
34. ↑  Sung-Yoon Lee (2007年8月2日). “Peace or appeasement with Pyongyang? (p.1)”. Asia Times online.  オリジナルの2013年3月5日時点におけるアーカイブ。 2013年2月25日閲覧。
35. ↑  Sung-Yoon Lee (2007年8月2日). “Peace or appeasement with Pyongyang? (p.2)”. Asia Times online.  オリジナルの2007年10月13日時点におけるアーカイブ。 2013年2月25日閲覧。
36. 1 2 3  Sung-Yoon Lee (2008年4月15日). “Bush, Lee and that North Korea problem”. Asia Times online.  オリジナルの2013年7月20日時点におけるアーカイブ。 2013年2月25日閲覧。
37. 1 2  Sung-Yoon Lee (2008年4月5日). “Exhuming North Korea's Crimes Against Humanity / Pyongyang shoots itself in the foot”. The Korean American Press.  オリジナルの2013年3月9日時点におけるアーカイブ。 2013年2月26日閲覧。
38. ↑  Sung-Yoon Lee (2009年8月24日). “Ain't No Sunshine”. Foreign Policy.  オリジナルの2009年8月29日時点におけるアーカイブ。 2013年2月28日閲覧。
39. 1 2  Sung-Yoon Lee (2003年2月21日). “Turn Off the Goodwill: The North Is a Threat”. Los Angeles Times.  オリジナルの2016年3月6日時点におけるアーカイブ。 2013年2月17日閲覧。
40. ↑  Thomson, Jason (2016年7月21日). “Will THAAD make the Korean peninsula safer?”. The Christian Science Monitor.  オリジナルの2018年2月8日時点におけるアーカイブ。 2018年2月1日閲覧。
41. 1 2 3 4  Sung-Yoon Lee (2008年6月5日). “Remembrance of the Korean War/A new light on the Korean War”. Boston: The Korean American Press.  オリジナルの2012年10月19日時点におけるアーカイブ。 2013年2月26日閲覧。
42. ↑  Nye, Joseph (2017年12月6日). “Understanding the North Korea Threat”. Project Syndicate.  オリジナルの2018年1月8日時点におけるアーカイブ。 2018年2月2日閲覧。
43. ↑  Bell, Matthew (2017年9月15日). “It's decision time for the Trump administration on North Korea”. WVNC (North Carolina, USA).  オリジナルの2017年9月17日時点におけるアーカイブ。 2018年2月7日閲覧。
44. ↑  “Dominance over south non-negotiable goal for N. Korea - expert”. Newstalk ZB (New Zealand). (2017年9月4日).  オリジナルの2018年2月8日時点におけるアーカイブ。 2018年2月7日閲覧。
45. ↑  Yuen, Stacey (2017年9月4日). “Why the next North Korea missile launch could be this Saturday”. CNBC (USA).  オリジナルの2018年2月4日時点におけるアーカイブ。 2018年2月7日閲覧。
46. 1 2  Sung-Yoon Lee (2010年2月16日). “Life After Kim”. Foreign Policy.  オリジナルの2010年8月15日時点におけるアーカイブ。 2013年3月1日閲覧。
47. 1 2  Banyan (2010年2月17日). “North Korea after Kim Jong Il – North Korea after He's gone”. The Economist (UK).  オリジナルの2014年8月2日時点におけるアーカイブ。 2016年7月2日閲覧。